# Lover Please
"Lover Please" är en amerikansk popsång, skriven av Billy Swan. Clyde McPhatter sjöng den in. «Lover Please» utgavs på singeln Mercury 71941 i februari 1962. Arrangör var Stan Applebaum. B-sidan var «Let's Forget About the Past».
Brittiska The Vernons Girls sjöng in en coverversion. Den utgavs på singeln Decca 45-F 11450 i april 1962. Musikalisk ledare var Charles Blackwell. Producent var Jack Good. B-sidan var «You Know What I Mean».

## Svenska versioner
Stig Anderson har skrivit en svensk text med titeln "Upp och ner".

### Inspelningar
- Tina och Marina, Sven-Olof Walldoffs orkester. Utgiven på EP-skivan Karusell KSEP 3258 år 1962.[3]
- Lil Malmkvist, Sven-Olof Walldoffs orkester. Utgiven på singeln PEP 1.

## Placeringar på listorna
| Artist            | Lista                        | Högsta placering | Veckor på listorna    | Dato för placering på listan |
| ----------------- | ---------------------------- | ---------------- | --------------------- | ---------------------------- |
| Clyde McPhatter   | Norge VG-listan              | 6                | 5 (plats 6 i 1 vecka) | 1962                         |
| Clyde McPhatter   | USA Billboard Hot 100-listan | 7                |                       | 1962                         |
| The Vernons Girls | Storbritannien               | 16               | 29                    | 19 maj 1962                  |